# Kreisgericht Lübben (Preußen)
Das Kreisgericht Lübben war ein preußisches Kreisgericht in der damaligen Provinz Brandenburg mit Sitz in der Stadt Lübben.

## Geschichte
In Bezirk des Kreisgerichts Lübben bestanden bis 1849 das königliche Stadtgericht Lübben sowie viele Patrimonialgerichte.
1849 wurden in Preußen einheitlich Kreisgerichte geschaffen. Hierbei wurde die Patrimonialgerichtsbarkeit abgeschafft und die Patrimonialgerichte wurden aufgehoben. Auch die eingangs genannten Gerichte wurden aufgehoben und es entstand das Königliche Kreisgericht Lübben im Sprengel des Appellationsgerichts Frankfurt a. d. Oder. Es war für den größten Teil des Kreises Lübben und kleine Teile der Kreise Calau und Luckau zuständig.
Zuständiges Schwurgericht war das Kreisgericht Cottbus. Am Gericht waren 1870 ein Direktor und neun Kreisrichter eingesetzt. 1870 betrug die Zahl der Gerichtseingesessenen 52.231. Gerichtskommissionen bestanden in Calau, Lieberose und Lübbenau. Gerichtstage wurden in Vetschau gehalten.
Im Rahmen der Reichsjustizgesetze wurde das Gerichtswesen in Deutschland 1879 vereinheitlicht. Damit wurde das Kreisgericht Lübben aufgehoben und das königlich preußische Amtsgericht Lübben mit Wirkung zum 1. Oktober 1879 als eines von 12 Amtsgerichten im Bezirk des Landgerichtes Cottbus als Nachfolger gebildet. Auch die Gerichtskommissionen wurden in Amtsgerichte (Amtsgericht Calau, Amtsgericht Lieberose, Amtsgericht Lübbenau) umgewandelt.